# 錫爾赫特沙達爾烏帕齊拉
錫赫爾特沙達爾乌帕齐拉是孟加拉国錫爾赫特縣的一个乌帕齐拉，位於錫爾赫特专区的錫爾赫特縣。。

## 人口
據1991年孟加拉國人口普查，錫赫爾特沙達爾共有戶數86,074戶，人口554412人。其中男性佔比52.51%，女性佔比47.49%；成年人口287,304人。該地7歲以上人口之平均識字率為44.1%。